# Lista siturilor arheologice din județul Hunedoara - V
Lista siturilor arheologice din județul Hunedoara - V conține toate siturile arheologice din județul Hunedoara înscrise în Repertoriul Arheologic Național (RAN) și aflate în localități al căror nume începe cu litera V. RAN este administrat de Ministerul Culturii și Patrimoniului Național și cuprinde date științifice, cartografice, topografice, imagini și planuri, precum și orice alte informații privitoare la zonele cu potențial arheologic, studiate sau nu, încă existente sau dispărute.
Puteți căuta un sit din localitățile care încep cu litera V folosind formularul de mai jos sau puteți naviga prin toate siturile din județ la Lista siturilor arheologice din județul Hunedoara.
| Cod RAN                                  | Denumire | Localitate                              | Adresă                  | Datare          | Descoperit | Coordonate                                    | Imagine           | Erori            |
| ---------------------------------------- | --- | --------------------------------------- | ----------------------- | --------------- | ---------- | --------------------------------------------- | ----------------- | ---------------- |
| 91802.01.01 (Cod LMI: HD-I-s-A-03213)    | Situl arheologic de la Vața de Jos - "Peștera Prihodiște" / ansamblu anonim (Categorie: locuire) (Tip: Așezare în peșteră)                            | sat Vața de Jos, comuna Vața de Jos     | Peștera Prihodiște      | Coțofeni        |            | 46°20′00″N 22°30′00″E / 46.33333°N 22.5°E     | Încărcați imagine | Raportați eroare |
| 91802.01.02 (Cod LMI: HD-I-s-A-03213)    | Situl arheologic de la Vața de Jos - "Peștera Prihodiște" / ansamblu anonim (Categorie: locuire) (Tip: Așezare în peșteră)                            | sat Vața de Jos, comuna Vața de Jos     | Peștera Prihodiște      | Wietenberg      |            | 46°20′00″N 22°30′00″E / 46.33333°N 22.5°E     | Încărcați imagine | Raportați eroare |
| 91802.01.03 (Cod LMI: HD-I-m-A-03213.02) | Situl arheologic de la Vața de Jos - "Peștera Prihodiște" / ansamblu anonim (Categorie: locuire) (Tip: Așezare în peșteră)                            | sat Vața de Jos, comuna Vața de Jos     | Peștera Prihodiște      |                 |            | 46°20′00″N 22°30′00″E / 46.33333°N 22.5°E     | Încărcați imagine | Raportați eroare |
| 91991.01.01 (Cod LMI: HD-I-m-A-03214.01) | Situl arheologic de la Vețel-Micia / ansamblu Micia (Categorie: locuire) (Tip: Așezare urbană)                                                        | sat Vețel, comuna Vețel                 | Micia                   | sec.II-III      | sec. XIX   | 45°54′55″N 22°48′59″E / 45.9152°N 22.81642°E  | Încărcați imagine | Raportați eroare |
| 91991.01.02 (Cod LMI: HD-I-s-A-03214)    | Situl arheologic de la Vețel-Micia / ansamblu anonim (Categorie: locuire) (Tip: Vicus)                                                                | sat Vețel, comuna Vețel                 | Micia                   | sec.II-III      | sec. XIX   | 45°54′55″N 22°48′59″E / 45.9152°N 22.81642°E  | Încărcați imagine | Raportați eroare |
| 91991.01.03 (Cod LMI: HD-I-m-A-03214.02) | Situl arheologic de la Vețel-Micia / ansamblu anonim (Categorie: locuire) (Tip: Castru)                                                               | sat Vețel, comuna Vețel                 | Micia                   | sec.II-III      | sec. XIX   | 45°54′55″N 22°48′59″E / 45.9152°N 22.81642°E  | Încărcați imagine | Raportați eroare |
| 91991.01.04 (Cod LMI: HD-I-s-A-03214)    | Situl arheologic de la Vețel-Micia / ansamblu anonim (Categorie: locuire) (Tip: locuire militară)                                                     | sat Vețel, comuna Vețel                 | Micia                   | sec.II-III      | sec. XIX   | 45°54′55″N 22°48′59″E / 45.9152°N 22.81642°E  | Încărcați imagine | Raportați eroare |
| 91991.01.05 (Cod LMI: HD-I-m-A-03214.04) | Situl arheologic de la Vețel-Micia / ansamblu anonim (Categorie: locuire) (Tip: Necropolă plană)                                                      | sat Vețel, comuna Vețel                 | Micia                   | sec.II-III      | sec. XIX   | 45°54′55″N 22°48′59″E / 45.9152°N 22.81642°E  | Încărcați imagine | Raportați eroare |
| 91991.01.06 (Cod LMI: HD-I-m-A-03214.03) | Situl arheologic de la Vețel-Micia / ansamblu anonim (Categorie: locuire) (Tip: Amfiteatru)                                                           | sat Vețel, comuna Vețel                 | Micia                   | sec.II-III      | sec. XIX   | 45°54′55″N 22°48′59″E / 45.9152°N 22.81642°E  | Încărcați imagine | Raportați eroare |
| 91991.01.07 (Cod LMI: HD-I-s-A-03214)    | Situl arheologic de la Vețel-Micia / ansamblu anonim (Categorie: locuire) (Tip: Așezare)                                                              | sat Vețel, comuna Vețel                 | Micia                   | Wietenberg      | sec. XIX   | 45°54′55″N 22°48′59″E / 45.9152°N 22.81642°E  | Încărcați imagine | Raportați eroare |
| 91991.01.08 (Cod LMI: HD-I-s-A-03214)    | Situl arheologic de la Vețel-Micia / ansamblu Iupiter Hieropolitanus (Categorie: locuire) (Tip: templu)                                               | sat Vețel, comuna Vețel                 | Micia                   |                 | sec. XIX   | 45°54′55″N 22°48′59″E / 45.9152°N 22.81642°E  | Încărcați imagine | Raportați eroare |
| 91991.01.09 (Cod LMI: HD-I-s-A-03214)    | Situl arheologic de la Vețel-Micia / ansamblu Dii Mauri (Categorie: locuire) (Tip: templu)                                                            | sat Vețel, comuna Vețel                 | Micia                   |                 | sec. XIX   | 45°54′55″N 22°48′59″E / 45.9152°N 22.81642°E  | Încărcați imagine | Raportați eroare |
| 87558.01.01                              | Așezările neolitice de la Valea Sângeorgiului - Gorgana, Fața și Bercea / ansamblu anonim (Categorie: locuire civilă) (Tip: Așezare)                  | sat Valea Sângeorgiului, oraș Călan     | Gorgana, Fața și Bercea | Turdaș          |            |                                               | Încărcați imagine | Raportați eroare |
| 90798.01                                 | Unelte neo-eneolitice la Vălioara (Categorie: descoperire izolată) (Tip: obiect izolat)                                                               | sat Vălioara, comuna Răchitova          |                         |                 |            |                                               | Încărcați imagine | Raportați eroare |
| 89794.01                                 | Topor eneolitic din piatră la Vica (Categorie: descoperire izolată) (Tip: obiect izolat)                                                              | sat Vica, comuna Gurasada               |                         |                 |            |                                               | Încărcați imagine | Raportați eroare |
| 87987.01                                 | Topoare eneolitice la Voia (Categorie: descoperire izolată) (Tip: obiect izolat)                                                                      | sat Voia, comuna Balșa                  |                         |                 |            |                                               | Încărcați imagine | Raportați eroare |
| 90529.01.02                              | Așezarea neolitică de la Valea Nandrului - La Dos / ansamblu anonim (Categorie: locuire civilă) (Tip: Așezare)                                        | sat Valea Nandrului, comuna Pestișu Mic | La Dos                  | Turdaș          |            |                                               | Încărcați imagine | Raportați eroare |
| 90529.02.01                              | Așezarea neo-eneolitică de la Valea Nandrului / ansamblu anonim (Categorie: locuire civilă) (Tip: Așezare)                                            | sat Valea Nandrului, comuna Pestișu Mic | Dosul Mic               | Vinča           |            |                                               | Încărcați imagine | Raportați eroare |
| 90529.02.02                              | Așezarea neo-eneolitică de la Valea Nandrului / ansamblu anonim (Categorie: locuire civilă) (Tip: Așezare)                                            | sat Valea Nandrului, comuna Pestișu Mic | Dosul Mic               | Turdaș          |            |                                               | Încărcați imagine | Raportați eroare |
| 90529.02.03                              | Așezarea neo-eneolitică de la Valea Nandrului / ansamblu anonim (Categorie: locuire civilă) (Tip: Așezare)                                            | sat Valea Nandrului, comuna Pestișu Mic | Dosul Mic               | Precucuteni     |            |                                               | Încărcați imagine | Raportați eroare |
| 91321.01.01                              | Situl arheologic de la Vadu - Cimitir / ansamblu anonim (Categorie: locuire civilă) (Tip: Așezare)                                                    | sat Vadu, comuna Sântămăria-Orlea       | Cimitir                 | Turdaș          |            | 45°35′08″N 22°56′31″E / 45.58562°N 22.94196°E | Încărcați imagine | Raportați eroare |
| 91321.01.02                              | Situl arheologic de la Vadu - Cimitir / ansamblu anonim (Categorie: locuire civilă) (Tip: Așezare)                                                    | sat Vadu, comuna Sântămăria-Orlea       | Cimitir                 | Balta Sărată    |            | 45°35′08″N 22°56′31″E / 45.58562°N 22.94196°E | Încărcați imagine | Raportați eroare |
| 91321.01.03                              | Situl arheologic de la Vadu - Cimitir / ansamblu anonim (Categorie: locuire civilă) (Tip: Așezare)                                                    | sat Vadu, comuna Sântămăria-Orlea       | Cimitir                 |                 |            | 45°35′08″N 22°56′31″E / 45.58562°N 22.94196°E | Încărcați imagine | Raportați eroare |
| 91321.01.04                              | Situl arheologic de la Vadu - Cimitir / ansamblu anonim (Categorie: locuire civilă) (Tip: Așezare)                                                    | sat Vadu, comuna Sântămăria-Orlea       | Cimitir                 |                 |            | 45°35′08″N 22°56′31″E / 45.58562°N 22.94196°E | Încărcați imagine | Raportați eroare |
| 91321.02.01                              | Biserica medievală de la Vadu - Biserica Veche / ansamblu anonim (Categorie: construcție de cult) (Tip: Biserică)                                     | sat Vadu, comuna Sântămăria-Orlea       | Biserica Veche          | sec. XIV d. Chr |            | 45°35′10″N 22°56′25″E / 45.58604°N 22.9402°E  | Încărcați imagine | Raportați eroare |
| 91045.01.01                              | Mănăstirea greco-catolică de epocă medievală de la Vaidei - Cornul Bârsanului / ansamblu anonim (Categorie: construcție de cult) (Tip: Mănăstire)     | sat Vaidei, comuna Romos                | Cornul Bârsanului       | Sec. XVIII      |            |                                               | Încărcați imagine | Raportați eroare |
| 87399.01.01                              | Situl arheologic de la Valea Arsului - Mina Crișcior / ansamblu anonim (Categorie: exploatare/carieră) (Tip: Mină)                                    | sat Valea Arsului, comuna Crișcior      | Mina Crișcior           |                 |            |                                               | Încărcați imagine | Raportați eroare |
| 87399.01.02                              | Situl arheologic de la Valea Arsului - Mina Crișcior / ansamblu anonim (Categorie: exploatare/carieră) (Tip: Mină)                                    | sat Valea Arsului, comuna Crișcior      | Mina Crișcior           |                 |            |                                               | Încărcați imagine | Raportați eroare |
| 90985.01.01                              | Așezarea de epocă romană de la Valea Dâljii - Valea Țiganilor / ansamblu anonim (Categorie: locuire) (Tip: Așezare)                                   | sat Valea Dâljii, comuna Râu de Mori    | Valea Țiganilor         | dacică          |            |                                               | Încărcați imagine | Raportați eroare |
| 90985.02.01                              | Așezarea de epocă romană de la Valea Dâljii - La Gropi / ansamblu anonim (Categorie: locuire) (Tip: Villa rustica)                                    | sat Valea Dâljii, comuna Râu de Mori    | La Gropi                |                 |            |                                               | Încărcați imagine | Raportați eroare |
| 90985.03.01                              | Drumul roman de la Valea Dâljii - Tunel / ansamblu anonim (Categorie: transport-comunicații) (Tip: Drum)                                              | sat Valea Dâljii, comuna Râu de Mori    | Tunel                   |                 |            |                                               | Încărcați imagine | Raportați eroare |
| 90985.04.01                              | Instalația hidraulică medievală de la Valea Dâljii - Stână / ansamblu anonim (Categorie: locuire) (Tip: instalație hidraulică)                        | sat Valea Dâljii, comuna Râu de Mori    | Stână                   |                 |            |                                               | Încărcați imagine | Raportați eroare |
| 88038.02.01                              | Așezarea de epocă romană de la Valea Lupului - Stol / ansamblu anonim (Categorie: locuire civilă) (Tip: constructie)                                  | sat Valea Lupului, comuna Baru          | Stol                    |                 |            |                                               | Încărcați imagine | Raportați eroare |
| 90529.03.01                              | Așezarea de epoca bronzului de la Valea Nandrului / ansamblu anonim (Categorie: locuire civilă) (Tip: Așezare)                                        | sat Valea Nandrului, comuna Pestișu Mic |                         |                 |            |                                               | Încărcați imagine | Raportați eroare |
| 90529.04.01                              | Așezarea Coțofeni de la Valea Nandrului / ansamblu anonim (Categorie: locuire civilă) (Tip: Așezare)                                                  | sat Valea Nandrului, comuna Pestișu Mic |                         | Coțofeni        |            |                                               | Încărcați imagine | Raportați eroare |
| 90529.05.01                              | Așezarea medievală de la Valea Nandrului / ansamblu anonim (Categorie: locuire civilă) (Tip: Așezare)                                                 | sat Valea Nandrului, comuna Pestișu Mic |                         | Sec. VIII - IX  |            |                                               | Încărcați imagine | Raportați eroare |
| 87558.02.01                              | Așezarea Coțofeni de la Valea Sângeorgiului - Botul Dealului / ansamblu anonim (Categorie: locuire civilă) (Tip: Așezare)                             | sat Valea Sângeorgiului, oraș Călan     | Botul Dealului          | Coțofeni        |            |                                               | Încărcați imagine | Raportați eroare |
| 87558.03.01                              | Tumulii de epocă necunoscută de la Valea Sângeorgiului - Dealul Dânarului / ansamblu anonim (Categorie: mormânt tumular) (Tip: Tumul)                 | sat Valea Sângeorgiului, oraș Călan     | Dealul Dânarului        |                 |            |                                               | Încărcați imagine | Raportați eroare |
| 87558.04.01                              | Cariera de epocă romană de la Valea Sângeorgiului - Dealul Gutunoiu / ansamblu anonim(Gugutoi) (Categorie: exploatare/carieră) (Tip: carieră)         | sat Valea Sângeorgiului, oraș Călan     | Dealul Gutunoiu         |                 |            |                                               | Încărcați imagine | Raportați eroare |
| 87558.05.01                              | Cariera Valea Sângeorgiului / ansamblu anonim (Categorie: exploatare/carieră) (Tip: carieră)                                                          | sat Valea Sângeorgiului, oraș Călan     |                         |                 |            |                                               | Încărcați imagine | Raportați eroare |
| 87558.06.01                              | Așezarea de epocă romană de la Valea Sâbgeorgiului - Dealul Gugtoi / ansamblu anonim(Valea Bercean, Berza) (Categorie: locuire) (Tip: Așezare rurală) | sat Valea Sângeorgiului, oraș Călan     | Dealul Gugtoi           |                 |            |                                               | Încărcați imagine | Raportați eroare |
| 87558.06.02                              | Așezarea de epocă romană de la Valea Sâbgeorgiului - Dealul Gugtoi / ansamblu anonim(Valea Bercean, Berza) (Categorie: locuire) (Tip: Necropolă)      | sat Valea Sângeorgiului, oraș Călan     | Dealul Gugtoi           |                 |            |                                               | Încărcați imagine | Raportați eroare |
| 90798.02.01                              | Situl arheologic de la Vălioara - La Cărămizi / ansamblu anonim (Categorie: locuire) (Tip: constructie)                                               | sat Vălioara, comuna Răchitova          | La Cărămizi             |                 |            | 45°35′56″N 22°48′21″E / 45.59897°N 22.80596°E | Încărcați imagine | Raportați eroare |
| 90798.02.02                              | Situl arheologic de la Vălioara - La Cărămizi / ansamblu anonim (Categorie: locuire) (Tip: Așezare)                                                   | sat Vălioara, comuna Răchitova          | La Cărămizi             |                 |            | 45°35′56″N 22°48′21″E / 45.59897°N 22.80596°E | Încărcați imagine | Raportați eroare |
| 91946.01.01                              | Situl arheologic de la Vălișoara / ansamblu anonim (Categorie: exploatare/carieră) (Tip: mină de aur)                                                 | sat Vălișoara, comuna Vălișoara         |                         |                 |            |                                               | Încărcați imagine | Raportați eroare |
| 91946.01.02                              | Situl arheologic de la Vălișoara / ansamblu anonim (Categorie: exploatare/carieră) (Tip: mină de aur)                                                 | sat Vălișoara, comuna Vălișoara         |                         |                 |            |                                               | Încărcați imagine | Raportați eroare |
| 91946.01.03                              | Situl arheologic de la Vălișoara / ansamblu anonim (Categorie: exploatare/carieră) (Tip: mină de aur)                                                 | sat Vălișoara, comuna Vălișoara         |                         |                 |            |                                               | Încărcați imagine | Raportați eroare |
| 89339.01.01                              | Așezarea Coțofeni de la Vârmaga / ansamblu anonim (Categorie: locuire) (Tip: Așezare)                                                                 | sat Vărmaga, comuna Certeju de Sus      |                         | Coțofeni        |            |                                               | Încărcați imagine | Raportați eroare |
| 89339.02.01                              | Situl arheologic de la Vărmaga - Lidișolm / ansamblu anonim (Categorie: locuire) (Tip: Așezare)                                                       | sat Vărmaga, comuna Certeju de Sus      | Lidișolm                | Coțofeni        |            |                                               | Încărcați imagine | Raportați eroare |
| 89339.02.02                              | Situl arheologic de la Vărmaga - Lidișolm / ansamblu anonim (Categorie: locuire) (Tip: Așezare)                                                       | sat Vărmaga, comuna Certeju de Sus      | Lidișolm                | dacică          |            |                                               | Încărcați imagine | Raportați eroare |
| 89339.02.03                              | Situl arheologic de la Vărmaga - Lidișolm / ansamblu anonim (Categorie: locuire) (Tip: Așezare)                                                       | sat Vărmaga, comuna Certeju de Sus      | Lidișolm                |                 |            |                                               | Încărcați imagine | Raportați eroare |
| 88779.01.01                              | Așezarea de epocă romană de la Vâlceluța - La Grădini / ansamblu anonim (Categorie: locuire) (Tip: Așezare)                                           | sat Vâlceluța, comuna Bretea Română     | La Grădini              |                 |            |                                               | Încărcați imagine | Raportați eroare |
| 91991.03.01                              | Așezarea Coțofeni de la Vețel / ansamblu anonim (Categorie: locuire) (Tip: Așezare)                                                                   | sat Vețel, comuna Vețel                 |                         | Coțofeni        |            |                                               | Încărcați imagine | Raportați eroare |
| 91991.04.01                              | Situl arheologic de la Vețel / ansamblu anonim (Categorie: exploatare/carieră) (Tip: mină de cupru)                                                   | sat Vețel, comuna Vețel                 |                         |                 |            |                                               | Încărcați imagine | Raportați eroare |
| 91991.04.02                              | Situl arheologic de la Vețel / ansamblu anonim (Categorie: exploatare/carieră) (Tip: mină de cupru)                                                   | sat Vețel, comuna Vețel                 |                         |                 |            |                                               | Încărcați imagine | Raportați eroare |
| 87184.01.01                              | Așezarea Coțofeni de la Vulcan - Peștera Belona / ansamblu anonim (Categorie: locuire) (Tip: Așezare în peșteră)                                      | municipiul Vulcan                       | Peștera Belona          | Coțofeni        |            |                                               | Încărcați imagine | Raportați eroare |
| 87184.02.01                              | Așezarea de epocă romană de le Vulcan - Vaidei / ansamblu anonim (Categorie: locuire) (Tip: Așezare rurală)                                           | municipiul Vulcan                       | Vaidei                  |                 |            |                                               | Încărcați imagine | Raportați eroare |
| 88038.01.01 (Cod LMI: HD-I-s-B-03212)    | Villa rustica de la Valea Lupului - La Ruine / ansamblu anonim(Valea Verde) (Categorie: locuire civilă) (Tip: Villa rustica)                          | sat Valea Lupului, comuna Baru          | La Ruine                | sec. II-III     |            | 45°28′29″N 23°07′34″E / 45.4746°N 23.12601°E  | Încărcați imagine | Raportați eroare |
| 91991.02.02 (Cod LMI: HD-I-s-A-03215)    | Așezarea romană și postromană de la Vețel / ansamblu anonim (Categorie: locuire civilă) (Tip: Așezare)                                                | sat Vețel, comuna Vețel                 |                         | sec. II-III     |            |                                               | Încărcați imagine | Raportați eroare |
| 91991.02.01 (Cod LMI: HD-I-s-A-03215)    | Așezarea romană și postromană de la Vețel / ansamblu anonim (Categorie: locuire civilă) (Tip: Așezare)                                                | sat Vețel, comuna Vețel                 |                         | sec. IV-VI      |            |                                               | Încărcați imagine | Raportați eroare |